# Истамгалин, Сафа Галиуллович
Сафа Галиуллович Истамгалин (13 августа 1924 года -  29 июня 1992 года) —  тракторист Центрального отделения совхоза «Урал» БАССР, Герой Социалистического Труда. Депутат Верховного Совета СССР девятого созыва (1974—1979). Участник Великой Отечественной войны.

## Биография
Сафа Галиуллович Истамгалин родился 13 августа 1924 г. в д. Елимбетово Абзелиловского района БАССР.
Образование — неполное среднее.
Трудовую деятельность начал в 1938 г. животноводом колхоза «Салават-батыр» Абзелиловского района. В 1942—1945 гг. участвовал в Великой Отечественной войне. После демобилизации с 1945 г. работал трактористом в совхозе «Красная Башкирия». С 1954 г. - тракторист Центрального отделения совхоза «Урал».
В совершенстве овладев современной сельскохозяйственной техникой, С. Г. Истамгалин стал признанным мастером высоких урожаев. Одним из первых среди механизаторов района начал работать по личному пятилетнему плану. За первые три года девятой пятилетки (1971—1975) выработал 16 592 гектара условной пахоты, что составило 174 процента к плану, сэкономил 7815 килограммов горюче-смазочных материалов и запасные части на 1 470 рублей. За 10 месяцев 1973 г. выработал 5 646 гектаров условной пахоты при годовом обязательстве 3 500 гектаров (средний показатель по совхозу - 2 980 гектаров). Занял первое место в социалистическом соревновании трактористов совхоза и района. В 1973 г. особо отличился на вспашке зяби. За сезон вспахал 862 гектара зяби при обязательстве 650 гектаров.
С. Г. Истамгалин своим трудом способствовал выполнению совхозом народнохозяйственного плана сдачи зерна государству. В 1973 г. было продано 238,9 тысячи центнеров при нархозплане 201 тысяча центнеров (119 процентов). Бригада, в которой работал передовой механизатор, получила валовой сбор зерновых 44 072 центнера при задании 28 548 центнеров (154 процента).
С. Г. Истамгалин был трактористом-машинистом первого класса. Внес 4 рационализаторских предложения по безотвальной обработке почвы, уборке полеглых хлебов. Свой опыт охотно передавал товарищам. За три года пятилетки под его руководством повысили классность 10 молодых трактористов.
За большие успехи, достигнутые во Всесоюзном социалистическом соревновании и проявленную трудовую доблесть в выполнении принятых обязательств по увеличению производства и продажи государству зерна и других продуктов земледелия в 1973 г. Указом Президиума Верховного Совета СССР от 7 декабря 1973 г. С. Г. Истамгалину присвоено звание Героя Социалистического Труда.
В 1985 г. вышел на пенсию.
Депутат Верховного Совета СССР девятого созыва (1974—1979).
Истамгалин Сафа Галиуллович умер 29 июня 1992 года.

## Награды
- Герой Социалистического Труда (1973)
- Награждён орденами Ленина (1957, 1973), «Знак Почета» (1967), Отечественной войны II степени (1985), медалями.

## Память
В советское время в Абзелиловском районе Башкирской АССР старшеклассники, завершившие летнюю производственную практику в составе учебных производственных бригад с наилучшими результатам, получали призы имени Героев Социалистического Труда Ф. Гумеровой и С. Истамгалина.
Позднее был учрежден переходящий районный кубок по волейболу имени С. Г. Истамгалина.
В д. Елимбетово одна из улиц названа именем Героя.